# Sandy Turnbull (futebolista)
Alexander "Sandy" Turnbull (30 de julho de 1884 – 3 de maio de 1917) foi um futebolista escocês que  jogou como atacante pelo Manchester United e Manchester City no início do século XX.

## Títulos
Manchester City
- FA Cup (1): 1903–04

Manchester United
- FA Cup (1): 1908–09
- First Division (2): 1907–08, 1910–11